# Sh2-164
Sh2-164 est une nébuleuse en émission visible dans la constellation de Cassiopée.
Elle est située dans la partie orientale de la constellation, à environ 3,5° à l'ouest de l'étoile Caph. La période la plus appropriée pour son observation dans le ciel du soir se situe entre les mois d'août et de janvier et elle est considérablement facilitée pour les observateurs situés dans les régions de l'hémisphère boréal, où elle se produit circumpolaire jusqu'aux régions tempérées chaudes.
Il s'agit d'une région H II éloignée, dont la distance est incertaine : selon une étude de 1982, elle se situerait à environ 5 000 pc (∼16 300 al), c'est-à-dire en correspondance avec le bras du Cygne. Avedisova indique plutôt comme responsable de son ionisation LS I +59 10, une supergéante bleue de classe spectrale B1Ib située à une distance de 3500±1500 parsecs (11400±4890 années lumière), une estimation assez incertaine. Si nous acceptons cette deuxième valeur comme correcte, la nébuleuse est située sur le bras de Persée. Le rayonnement infrarouge de la nébuleuse est catalogué sous IRAS 23358+5942.